# Náboženská obec Církve československé husitské v Praze 9 – Hloubětín
Náboženská obec Církve československé husitské v Praze 9 – Hloubětín je společenství členů Církve československé husitské v Praze 9 – Hloubětíně.

## Historie a současnost
Náboženská obec byla státem uznána v červnu roku 1941. Již v roce 1949 se jí podařilo zakoupit stavební parcelu,[kde?] na níž měl vyrůst sbor. Díky obětavým sbírkám mezi věřícími mohl být v červnu 1951 slavnostně otevřen Sbor Knížete míru – duchovní středisko, které se mělo na čas stát domovem místního společenství. Jeho existence však neměla dlouhého trvání. V roce 1960 byl sbor bez milosti zbourán, aby uvolnil místo plánované soše milicionáře, která měla symbolicky ovládnout prostor. Náhradou bylo obci přiděleno provizorium v nevyhovujícím prostředí bývalé restaurace.[kde?] Ani tato stavba však neměla trvalejší osud – v roce 1989 byla zbořena během rozsáhlé demolice v okolí nádraží Vysočany. Nové útočiště obec nalezla v bývalém obchodě,[kde?] avšak za podmínek, které byly čím dál tíživější. S příchodem nového majitele objektu v roce 1992 došlo k prudkému zvýšení nájmu, který obec nemohla uhradit. Výpověď byla nevyhnutelná. Nepomohla ani opakovaná odvolání – technický stav prostor byl havarijní: prasklé potrubí, díra ve stropě, zcela neobyvatelné podmínky. Teprve v září 1994 byla rekonstrukce dokončena, ovšem současně opět stoupl nájem. Navzdory podpoře pražské diecéze a veškeré snaze obec své působení v prostorách musela v únoru 1998 ukončit. Od té doby sdílí původně ryze vysočanská náboženská obec zázemí se sesterskou obcí v Hloubětíně, která je rovněž součástí Pražské diecéze CČSH, tedy Církve československé husitské. Obě obce jsou od roku 2006 spravovány farářkou Marií Babickou, která je původem z Čelákovic. Spojené obce mají funkční administrativu a žijí aktivní náboženský život jak duchovní, tak společenský, kterému pomáhá vlastní zahrady a nově zrekonstruovaná budova v Kbelské ulici.
Zahrada za domem je využívána pro duchovní i společenské aktivity obce jejími členy i obyvateli bytů. Část dokumentů z historie života náboženské obce byla vážně poškozena nebo ztracena při opakovaném stěhování a rovněž díky dezolátnímu stavu přidělených prostor. Podle dostupných informací došlo i k úmyslnému vykradení objektu. Zásadní dokumenty však zůstaly zachovány.